# 완두 수프

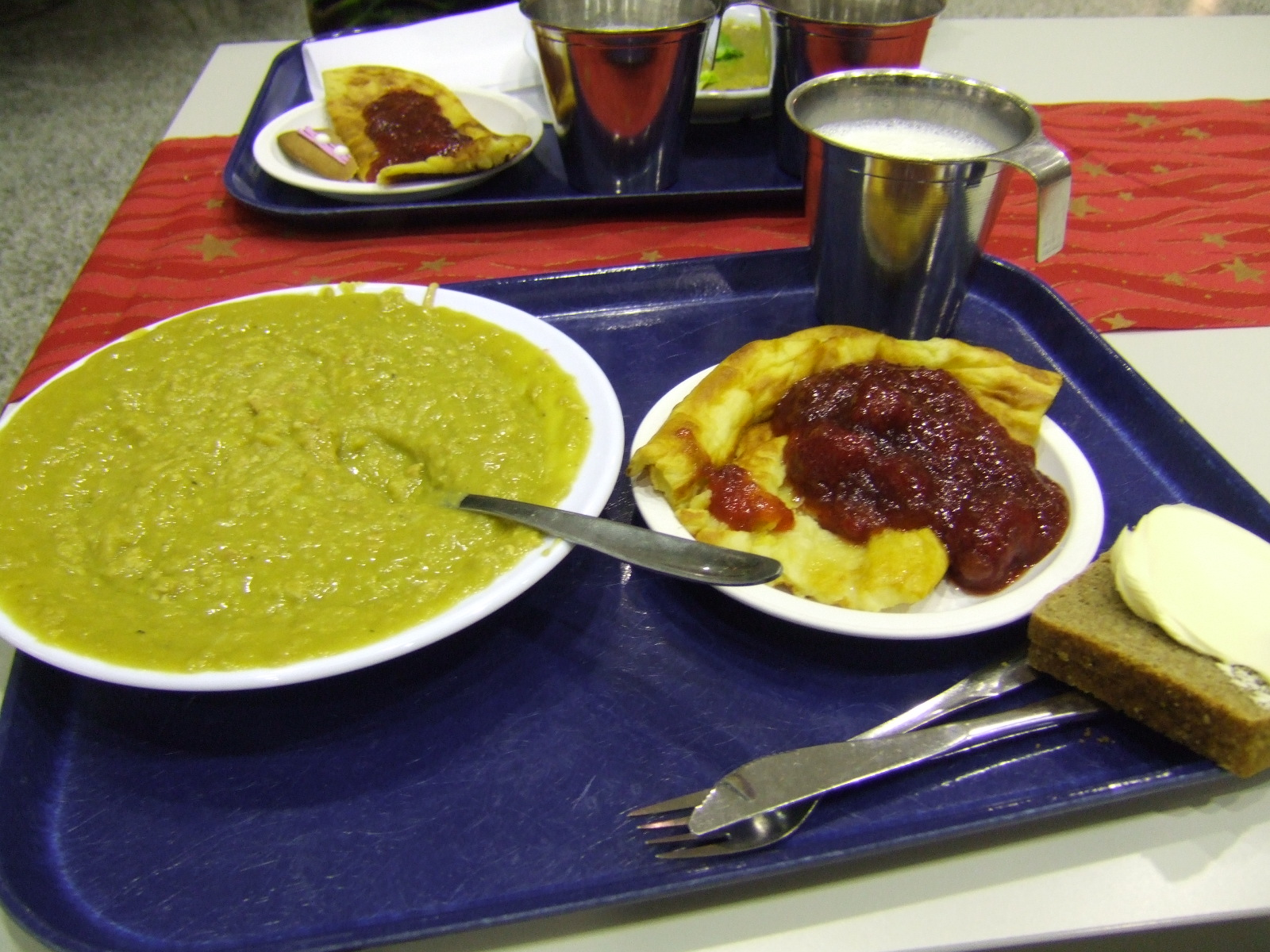
완두 수프

완두 수프는 완두로 만든 수프이다.

## 네덜란드

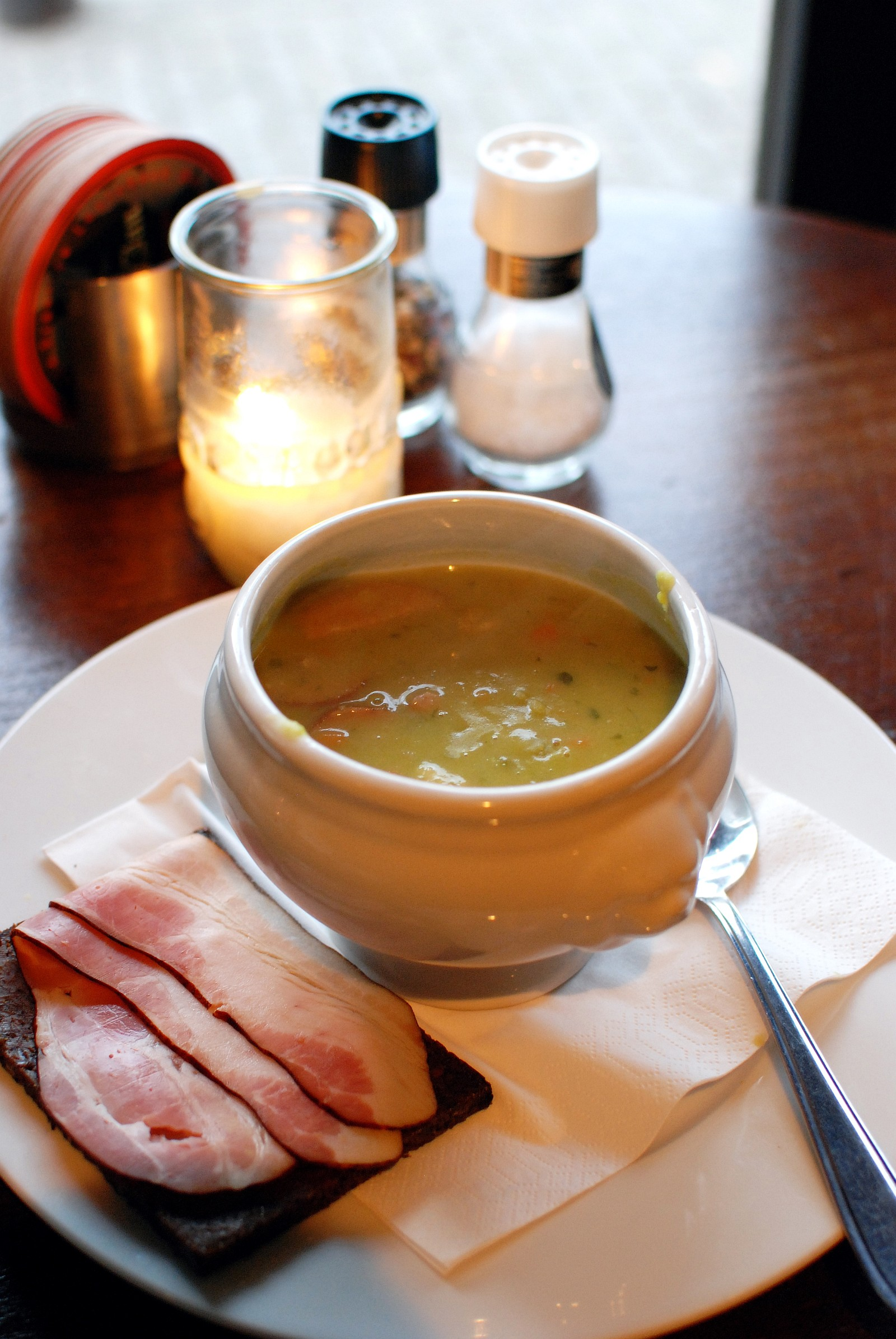
에르텐숩

에르텐숩(Erwtensoep)은 네덜란드의 수프이다. 콩, 감자, 양파 등이 재료이며, 주로 겨울에 먹는다.

## 같이 보기
- 달 (음식)
- 렌즈콩 수프
- 삼바르